# Hotei Regio
L'Hotei Regio è una struttura geologica della superficie di Titano.
È intitolata a Hotei, uno delle sette divinità della fortuna del buddismo giapponese.